# 레제코
레제코 (Les Echos)는 1908년 로베르 세르방-슈라이버와 에밀 세르방-슈라이버 형제가 설립한 프랑스 최초의 일간 신문이다. LVMH가 소유하고 있으며, 경제적 자유주의적 입장을 취하고 "시장 경제가 경제 계획보다 우월하다는 생각을 옹호한다". 레제코는 경쟁사인 경제 신문 라 트리뷴의 주요 경쟁자이다.

## 역사와 개요
이 신문은 1908년 로베르 세르방-슈라이버와 에밀 세르방-슈라이버 형제가 레제코 드 렉스포르타시옹이라는 이름으로 4페이지짜리 월간지로 창간되었다.
1913년에 주간지가 된 레제코 드 렉스포르타시옹은 5,000부를 발행했다.
이 신문은 제1차 세계 대전 중에 발행을 중단했다. 전쟁이 끝난 후 레제코라는 이름으로 다시 발행되었다.
1928년, 레제코는 일간 신문이 되었다. 1937년에는 경제계의 권위 있는 신문이 되었다. 1939년에는 발행이 중단되었다.
레제코는 1945년에 섬유 및 기계와 같은 시사적인 주제를 다루며 활동을 재개했다.
1945년부터 1960년까지는 에밀의 아들인 장자크 (렉스프레스 창립자)와 로베르의 자녀인 마리-클레르, 장클로드가 참여한 "세르방-슈라이버 시대"로 묘사되었다. 그러나 1960년대 초부터 긴장이 고조되기 시작했다.
르 몽드의 파스칼 상티는 "세르방-슈라이버 가문의 씨족 전쟁이 신문 매각으로 이어졌다"고 썼다. 레제코는 1963년 피에르와 자클린 베이투트에게 매각되었으며, 그들은 국제적인 시각을 가진 "진정한" 경제 일간지를 만드는 단 하나의 목표를 가지고 있었다. 레제코의 최고경영자인 자클린은 1966년부터 1989년까지 발행 이사를 겸했다.
1986년, 자클린은 손자 니콜라 베이투트를 편집장으로 임명했으며, 그는 2004년 9월에 르 피가로에서 같은 임무를 맡을 때까지 이 직책을 유지했다.
레제코는 발전했고 1990년대가 다가오면서 판매가 증가하여 프랑스 경제 부문의 기록 신문이 되었다. 이 기간 동안 수익은 6억 프랑스 프랑이었던 반면, 1962년에는 1천1백만 프랑이었다.
영국 미디어 그룹 피어슨은 1988년 이 신문을 인수했다. 그러나 프랑스 정부는 자클린 베이투트가 레제코 그룹을 외국 그룹에 매각한 것을 좋게 보지 않았으며, 특히 경제재정부 장관 에두아르 발라뒤르는 1988년 초에 "피어슨 그룹의 공동체적 특성이 오늘날 지속적으로 확립되지 않았다"고 말하며 매각에 강력히 반대했다. 치열한 싸움 끝에 레제코 그룹의 67%가 8억 8천만 프랑에 매각되었고, 피어슨의 나머지 33% 인수는 1989년에 완료되었다. 자클린은 신문의 새 주주와 의견 충돌을 겪고 이듬해 사임했다.
이 신문은 파리에 본사를 두고 있으며, 1996년에 웹사이트가 개설되었다.
2003년 9월, 레제코는 타블로이드판에서 베를리너판으로 전환했다.
2004년, 이 신문은 EPICA 상을 수상했다.
2006년, 레제코의 매출액은 1억 2,620만 유로였다 (미화 2023년 기준 1억 6,750만 달러).
2007년, 프랑스 억만장자 베르나르 아르노가 이끄는 LVMH 그룹은 피어슨으로부터 레제코를 인수했다.
2010년, 레제코의 보도 범위는 과학, 기술, 녹색 성장, 의학 및 건강 분야의 혁신과 마케팅 및 광고, 경영, 교육, 전략 및 리더십, 법률 및 금융과 관련된 기술을 포함하도록 확장되었다.
2013년, 이 신문은 비즈니스 뉴스 집계 플랫폼인 LesEchos360이라는 프로젝트를 시작했다.
2023년 3월, 아르노는 레제코의 편집장 니콜라 바레를 해고했고, 이는 언론인들 사이에서 항의를 불러일으켰다. 바레는 프랑수아 비달로 교체되었다.
파이낸셜 타임스는 레제코를 "프랑스 최대의 경제 신문"으로 묘사했다. 이 신문은 조지프 스티글리츠와 케네스 로고프를 포함한 저명한 경제학자들의 경제 분석을 게재한다. LVMH가 소유한 레제코-르파리지앵 그룹은 이 신문을 발행한다.

## 편집 입장, 검열 및 정치적 입장
레제코는 경제적 자유주의적 입장을 취하며 평일에 발행된다. 전 경영 편집자 중 한 명인 자크 바라에 따르면, "이 저널의 방향은 본질적으로 경제적 자유주의적이다: 우리는 시장 경제가 경제 계획보다 우월하다는 생각을 옹호한다. 따라서 우리는 비록 유일한 수단은 아닐지라도 사기업이 가장 효과적인 도구라고 믿는다."
2017년, 레제코 언론인회는 좌파 정치인 프랑수아 뤼팽과의 인터뷰 검열에 대해 성명서로 항의했고, 이는 경영 편집자가 "합법적인 토론의 영역이 아닌, 체계적으로 풍자적인 용어로 그들의 신문을 폄하하는 사람에게 홍보 효과를 주고 싶지 않았다"고 주장하며 공개적으로 자신을 정당화하게 만들었다.
아르노는 2022년 1월 상원 미디어 집중 조사 위원회에서 심문을 받았다. 그는 이렇게 말했다: "만약 내일 레제코가 마르크스 경제학을 옹호한다면, 저는 매우 당황할 것입니다."
레제코는 2022년 프랑스 총선에서 좌파 연합에 반대했다.

## 발행 부수
2000년, 레제코는 프랑스에서 728,000부가 발행되어 6번째로 많이 팔린 신문이었다. 2009년 이 신문의 발행 부수는 127,000부였다. 2011년 7월부터 2012년 7월까지 이 신문의 발행 부수는 120,546부였다. 2020년, 이 신문의 총 발행 부수는 135,196부였다.